# Europejskie postępowanie nakazowe
Europejskie postępowanie nakazowe – specjalny rodzaj postępowania, uregulowany w rozporządzeniu (WE) nr 1896/2006 Parlamentu Europejskiego i Rady z dnia 12 grudnia 2006 r. ustanawiającego postępowanie w sprawie europejskiego nakazu zapłaty, czyli postępowania dotyczącego roszczeń pieniężnych transgranicznych, które zostały uznane za bezsporne. Jest aktem prawnym niewymagającym wdrożenia, który ma bezpośrednie zastosowanie w państwach członkowskich Unii Europejskiej z wyjątkiem Danii. Rozporządzenie 1896/2006 jest pierwszym dokumentem w prawie unijnym, regulującym również zagadnienie dotyczące postępowania rozpoznawczego, a zatem zmierzającego do wydania orzeczenia merytorycznego w sprawie. W węższym zakresie tj. na gruncie prawa polskiego europejskie postępowanie nakazowe zostało zawarte w kodeksie postępowania cywilnego (skrót: kpc) oraz w niektórych innych ustawach.

## Przesłanki
Warunki rozpatrywania sprawy w europejskim postępowaniu nakazowym, o których mowa w art. 50515 § 1 kpc, określają właściwie przepisy rozporządzenia. W zakresie określenia przesłanki jurysdykcji krajowej rozporządzenie nr 1896/2006 w art. 6 ust. 1 odsyła do regulacji prawa wspólnotowego, w szczególności do przepisów rozporządzenia nr 44/2001, z jedną zmianą, według której jeżeli dochodzone pozwem roszczenie odnosi się do umowy zawartej przez osobę – konsumenta – w celu, który należy uznać za niezwiązany z jej działalnością gospodarczą lub zawodową, i w przypadku gdy konsument jest stroną pozwaną, krajowy porządek prawny przysługuje wyłącznie sądom państwa członkowskiego, w którym strona pozwana ma miejsce zamieszkania, w rozumieniu art. 59 rozporządzenia nr 44/200.
Art. 6 rozporządzenia nr 1896/2006 odsyła do „odpowiednich przepisów prawa wspólnotowego, w szczególności rozporządzenia nr 44/2001”. Z dniem 10 stycznia 2015 r. rozporządzenie nr 44/2001 zostało zastąpione przepisami rozporządzenia Parlamentu Europejskiego i Rady (UE) nr 1215/2012 z dnia 12 grudnia 2012 r. w sprawie jurysdykcji i uznawania orzeczeń sądowych oraz ich wykonywania w sprawach handlowych i cywilnych. Zgodnie z art. 80 rozporządzenia nr 1215/2012 odesłania do uchylonego rozporządzenia (tj. nr 44/2001) należy odczytywać jako odwołania do rozporządzenia nr 1215/2012 stosownie do zamieszczonej tabeli korelacji zawartą w załączniku nr III do rozporządzenia nr 1215/2012. Pozostałe zagadnienia proceduralne, które nie zostały uregulowane w rozporządzeniu nr 1896/2006, podlegają krajowemu prawu procesowemu siedziby sądu orzekającego w europejskim postępowaniu nakazowym, z zaznaczeniem, iż zawsze prawu krajowemu państwa członkowskiego wydania nakazu zapłaty podlegają wymogi formalne dotyczące stwierdzenia jego wykonalności (art. 18 ust. 2 rozporządzenia nr 1896/2006), a inne zależności takie jak na przykład opłaty sądowe podlegają prawu krajowemu siedziby sądu, w którym opłaty te były ustalane (art. 25 ust. 2 rozporządzenia nr 1896/2006).
Europejski nakaz zapłaty jest wykonywany na takich samych zasadach jak wykonalne orzeczenie wydane w państwie członkowskim, które jest zobowiązane do jego wykonania. Jednocześnie nie naruszając przepisów rozporządzenia nr 1896/2006 postępowanie wykonawcze jest poddane prawu państwa członkowskiego wykonania europejskiego nakazu zapłaty
Europejskie postępowanie nakazowe jest postępowaniem fakultatywnym, ponieważ rozpoznanie w nim sprawy zależy tylko i wyłącznie od woli powoda, który – jeżeli nie zamierza skierować sprawy do rozpoznania w tymże postępowaniu – ma sposobność dochodzenia roszczenia na podstawie innego postępowania, dostępnego zgodnie z przepisami państwa członkowskiego lub prawa wspólnotowego (por. art. 1 ust. 2 rozporządzenia nr 1896/2006).

## Cele europejskiego postępowania nakazowego
Celem rozporządzenia było przede wszystkim uproszczenie, przyspieszenie i ograniczenie kosztów postępowania sądowego w sprawach transgranicznych dotyczących bezspornych roszczeń pieniężnych oraz umożliwienie swobodnego przepływu europejskich nakazów zapłaty we wszystkich państwach członkowskich poprzez określenie minimalnych standardów, których spełnienie uchyla konieczność przeprowadzenia w państwie członkowskim wykonania jakiegokolwiek dodatkowego postępowania pośredniego poprzedzającego uznanie i wykonanie europejskiego nakazu zapłaty.

## Pozew o wydanie europejskiego nakazu zapłaty
Pozew musi zawierać:
1. nazwy lub imiona i nazwiska oraz adresy stron
2. w odpowiednich przypadkach, ich przedstawicieli oraz oznaczenie sądu, do którego kierowany jest pozew;
3. kwotę dochodzonego roszczenia, w tym kwotę roszczenia głównego oraz stosownie do okoliczności, odsetki, kary umowne i koszty;
4. jeżeli powód dochodzi odsetek – stawkę odsetek oraz okres, za jaki żąda odsetek, chyba że zgodnie z prawem państwa członkowskiego UE wydania odsetki ustawowe doliczane są automatycznie do roszczenia głównego;
5. uzasadnienie roszczenia, w tym opis okoliczności wskazanych jako podstawa roszczenia oraz, w odpowiednich przypadkach, żądanych odsetek;
6. opis dowodów na poparcie roszczenia;
7. okoliczności uzasadniające właściwość sądu;
8. uzasadnienie transgranicznego charakteru sprawy w rozumieniu art. 3 rozporządzenia
9. oświadczenie powoda, że podane informacje są zgodnie z jego najlepszą wiedzą i przekonaniem, prawdziwe oraz że przyjmuje on do wiadomości, iż umyślne podanie nieprawdziwych informacji może skutkować zastosowaniem odpowiednich sankcji zgodnie z prawem państwa członkowskiego wydania;
10. W załączniku do pozwu powód może poinformować sąd, że w razie wniesienia sprzeciwu przez pozwanego, sprzeciwia się on skierowaniu sprawy do zwykłego postępowania cywilnego[1].

Odrzucenie pozwu:
1. wymogi określone w art. 2, 3, 4, 6 i 7 rozporządzenia (WE) nr 1896/2006 nie zostały spełnione;
2. roszczenie jest oczywiście nieuzasadnione;
3. powód nie prześle odpowiedzi w terminie wyznaczonym przez sąd zgodnie z art. 9 ust. 2 rozporządzenia;
4. powód nie prześle odpowiedzi w terminie wyznaczonym przez sąd lub odrzuci propozycję sądu zgodnie z art. 10 rozporządzenia[1]

Wykonanie:
Artykuł 21 ust. 1 zdanie drugie rozporządzenia wskazuje, że europejskie nakazy zapłaty (skrót: ENZ), które stały się wykonalne są wykonywane spełniając te same warunki, jak wykonalne orzeczenia wydane w państwie członkowskim wykonania. Z tej regulacji także wynika zakaz dyskryminacji europejskich nakazów zapłaty pochodzących z państw obcych względem tytułów krajowych. Na tle zasady niedyskryminacji europejskiego nakazu zapłaty w państwie członkowskim wykonania należny sprawdzić wątpliwości co do dopuszczalności dodatkowych postępowań w państwie wykonania, warunkujących wszczęcie egzekucji.
Na podstawie art. 21 ust. 3 powód ubiegający się w jednym z państw członkowskich o wykonanie europejskiego nakazu zapłaty wydanego w innym państwie członkowskim nie jest zobowiązany do wniesienia zabezpieczenia, gwarancji lub kaucji, bez względu na ich nazwę, z tego tytułu, że jest on cudzoziemcem lub nie posiada miejsca zamieszkania albo miejsca pobytu w państwie członkowskim wykonania, co jednoznacznie podkreśla uniwersalność stosowania przepisów.
Odmowa wykonania:
W przypadku odmowy zgodnie z art. 22 ust. 1 rozporządzenia na wniosek pozwanego, sąd właściwy w państwie członkowskim wykonania odmawia wykonania europejskiego nakazu zapłaty, którego nie można pogodzić z wcześniejszym orzeczeniem lub nakazem wydanym w jednym z państw członkowskich albo w państwie trzecim, pod warunkiem że: wcześniejsze orzeczenie lub nakaz zostały wydane w odniesieniu przede wszystkim do tego samego przedmiotu sporu i dotyczyły tych samych stron, ponadto spełniają warunki niezbędne do uznania ich w państwie członkowskim wykonania, a niemożność pogodzenia nakazu z wcześniejszym orzeczeniem lub nakazem nie mogła być podniesiona w formie zarzutu w postępowaniu sądowym w państwie członkowskim wydania.